# Me 210戰鬥機
梅塞施密特Me 210（Messerschmitt Me 210）是在二次世界大戰前納粹德國旗下梅塞施密特飛機製造公司所開發的重型戰鬥機兼攻擊機。
Me 210原始設計需求用來替代Bf 110，自1937年開始研發，1939年原型機開始試飛；原型機測試後發現有無法解決的機身設計缺陷，機翼也有設計瑕疵，導致這架飛機無論在飛行速度或操縱特性都乏善可陳；也使得納粹德國空軍在開戰後一段時間只能持續使用性能已不敷需求的Bf 110。梅塞施密特在1941年至1942年間持續修改飛機瑕疵，但沒有根治這架飛機的缺陷，飛機在1943年進行小規模量產，但幾乎是立刻遭到Me 410取代－雖然Me 410是衍生自210，但為了讓飛行員不對飛機有成見影響士氣因此刻意改名。

## 外銷
除了納粹德國，1941年6月6日匈牙利與德國簽約獲得原廠授權在地生產，由位於錫蓋特聖米克洛什的多瑙河飛機製造廠負責，取代當時研發中的瓦格RMI-1 X/H攻擊機，匈牙利生產版本稱為Me-210 Ca，且換用了輸出功率較強的DB-605B（1,445匹英制馬力）；根據授權協議，匈牙利每生產3架Me 210，會增產2架撥給納粹德國空軍使用。首架授權生產的Me-210 Ca在1942年12月21日出廠，至1943年7月，匈牙利空軍有2支中隊換裝Me 210 Ca。1944年時，多瑙河飛機製造廠已撥交160架Me 210 Ca給匈牙利空軍、110架Me 210 Ca給納粹德國空軍。
匈牙利工程師在生產過程中對飛機作了部分改良，包括修改裝甲佈局、將機首火器更換為M36型40公厘機炮、翼下增設152公厘空射火箭彈等，強化對地攻擊能力。